# The Little Dutch Plate
Pour plus de détails, voir Fiche technique et Distribution.
The Little Dutch Plate ou Little Dutch Plate est un film américain d'animation réalisé par Friz Freleng, sorti en 1935.
Produit par Leon Schlesinger et distribué par Warner Bros., ce cartoon fait partie de la série Merrie Melodies.

## Fiche technique
- Réalisation : Friz Freleng
- Production : Leon Schlesinger Studios
- Musique originale : Norman Spencer
- Montage : Bernard Brown et Treg Brown
- Format : 35 mm, ratio 1.37 :1, couleur, mono
- Durée : 7 minutes
- Pays de production :  États-Unis
- Langue : anglais
- Genre : animation
- Distribution : 
  - 1935 : Warner Bros. Pictures cinéma
- Date de sortie : 
  - États-Unis : 19 octobre 1935